# Revelin
Revelin (chorw. tvrđava Revelin) – fort w zespole umocnień Dubrownika, na zewnątrz obwodu murów miejskich. Pojedyncza budowla na planie nieregularnego czworokąta na przedłużeniu północno-wschodniego narożnika murów miejskich, w sąsiedztwie bramy Ploče. 
Wzniesiony w latach 1463-1551 pod kierunkiem m.in. Antonio Ferramolina z Bergamo. W czasie budowy obowiązywał przepis, że każdy przybywający do Dubrownika drogą morską musi przynieść kamień o wadze własnego ciała. Fort przetrwał katastrofalne trzęsienie ziemi w 1667, po którym stał się siedzibą skarbca katedralnego, skarbu miasta i władz Republiki Dubrownickiej. W latach 1983–86 prowadzono tu owocne badania archeologiczne. Obecnie służy jako scena przedstawień i koncertów. 

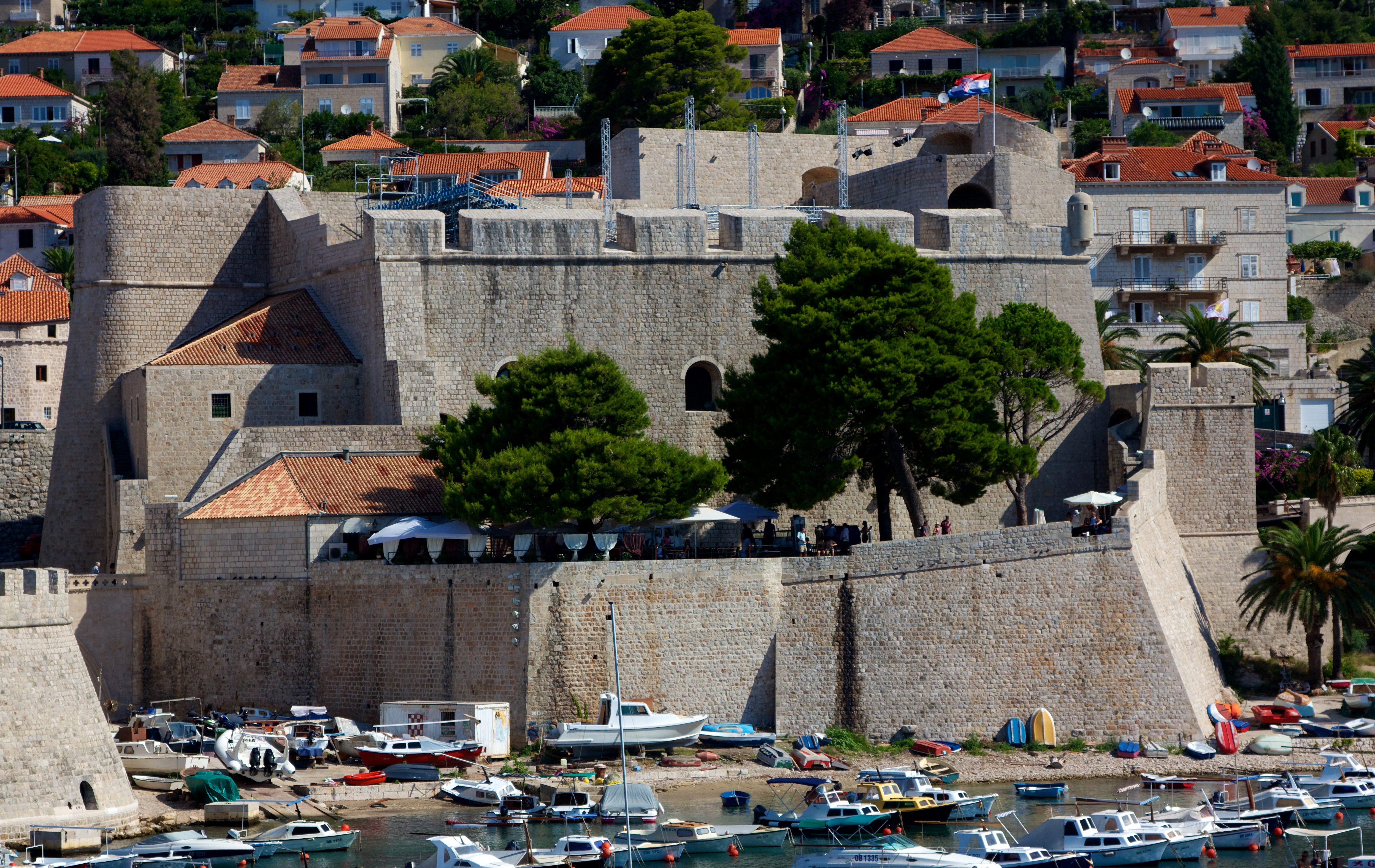
Fort Revelin
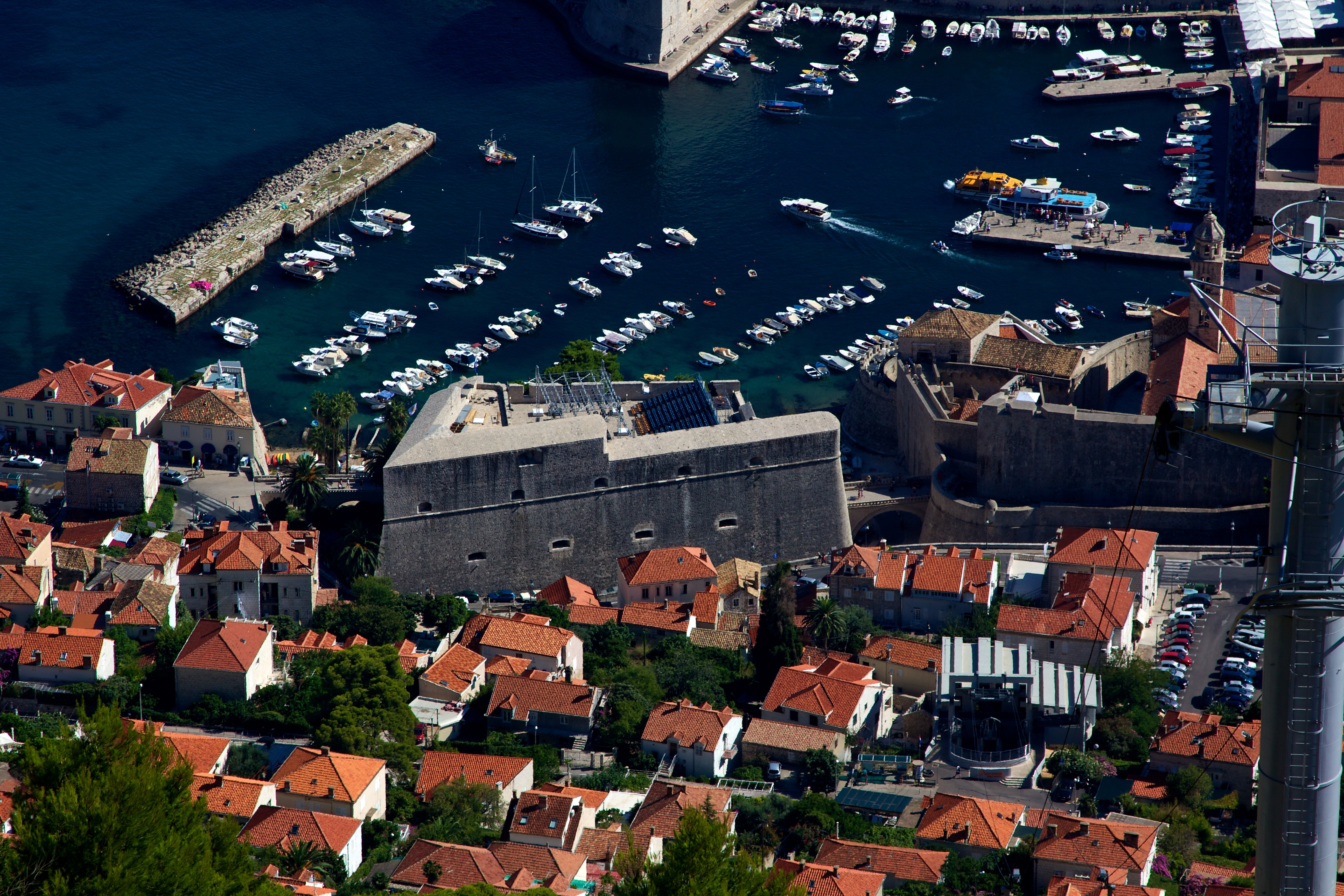
Widok na fort ze wzgórza Srđ
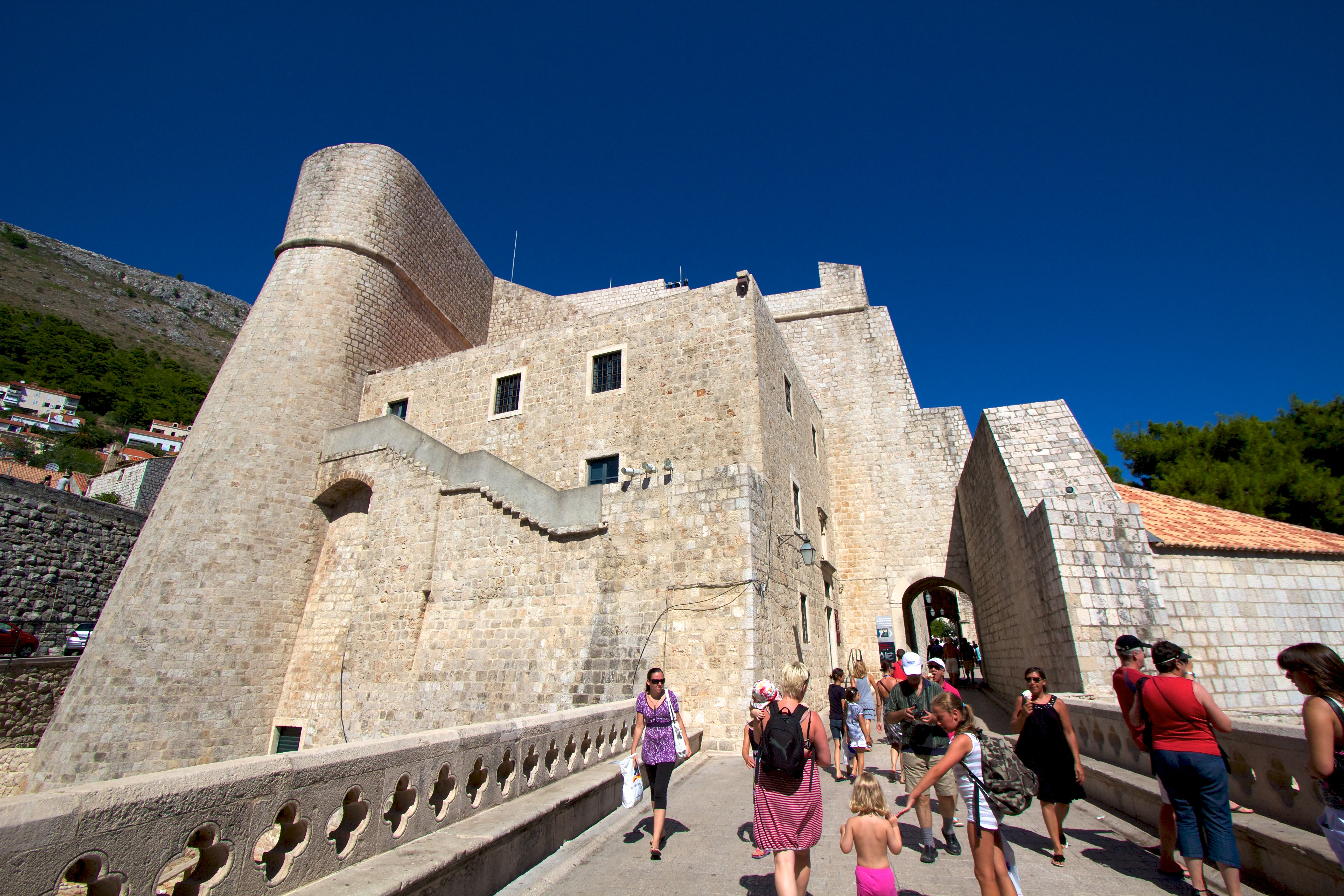
Wejście do fortu

Źródła: 
- Sławomir Adamczak, Katarzyna Firlej Chorwacja i Czarnogóra. Praktyczny przewodnik, wydanie pierwsze, Wydawnictwo Pascal, Bielsko-Biała 2003, ISBN 83-7304-154-0, s.234-252
- Zuzanna Brusić, Salomea Pamuła Chorwacja. W kraju lawendy i wina. Przewodnik, wydanie III zaktualizowane, Wydawnictwo Bezdroża, Kraków 2006, ISBN 83-60506-45-0, s.260-282
- Piers Letcher Chorwacja. Przewodnik turystyczny National Geographic, wydanie polskie, Wydawnictwo G+J RBA, b.m.w., 2008, ISBN 978-83-60006-70-2, s.343-381
- Robert Župan Dubrovnik. Plan grada - city map - Stadtplan - pianta della citta, TRSAT d.o.o., Zagreb 2006, ISBN 978-953-6107-35-3
- Dubrovnik. Gradske utvrde i vrata od Grada (chorw.)